# Vicky Ford
Victoria Grace Ford (Omagh, 21 settembre 1967) è una politica britannica del Partito Conservatore e europarlamentare dal 2009 al 2017.

## Biografia
Ford è nata nell'Irlanda del Nord da genitori che erano entrambi medici. Da bambina, ha partecipato alle campagne condotte da sua madre nel movimento per la pace e quella di suo padre che era candidato alle elezioni locali. Dopo la sua morte, ha frequentato una scuola secondaria in Inghilterra. Ha inoltre studiato matematica ed economia al Trinity College di Cambridge. Lì ha sposato Hugo Ford, uno specialista del cancro presso l'ospedale di Addenbrookes. Insieme a suo marito ha tre figli.
Dal 1989 al 2003, Ford ha perseguito una carriera nel settore bancario, principalmente presso J.P. Morgan. È stata principalmente coinvolta nel finanziamento di servizi pubblici e infrastrutture in Europa, Medio Oriente e Africa.
È stata candidata alle elezioni parlamentari del 2005 a Northfield a Birmingham, ma non è stata eletta. È stata eletta consigliera del South Cambridgeshire nel 2006.
Nelle elezioni europee del 2009, è stata eletta membro del Parlamento europeo per l'Inghilterra orientale. È stata portavoce del suo partito per l'industria e la ricerca, membro del comitato dell'industria, della ricerca e dell'energia e del comitato per l'ambiente, la sanità pubblica e la sicurezza alimentare e il comitato per l'economia e gli affari monetari. È stata rieletta alle elezioni del 2014.
Nelle elezioni parlamentari del 2017, è stata eletta membro della Camera dei comuni per il collegio di Chelmsford; non è stata rieletta alle elezioni del 2024.